# Philadelphia (sýr)
Philadelphia je smetanový termizovaný sýr, který se využívá v teplé i studené kuchyni. Velmi úzce je Philadelphia spjata s přípravou světově známého koláče cheesecake.

## Historie
První sýr typu cream cheese byl vyroben roku 1872 americkým lékařem Williamem Lawrencem. Osm let poté, tedy v roce 1880 získal název Philadelphia. Sýr dostal své jméno po americkém městě Philadelphia, které bylo považováno za symbol čistoty a místo, kde se daly ochutnat pokrmy vyznačující se vysokou kvalitou. Sýr byl zpočátku distribuován ve fóliovém obalu pod jménem firmy Empire Company. Tento podnik byl v roce 1903 koupen společností Phenix Cheese Company of New York, která byla v roce 1928 sloučena s firmou Kraft Cheese.
V sedmdesátých letech dvacátého století ve Střední Americe (Venezuela, Mexiko) se Philadelphia začala vyrábět a expandovat i na evropský trh (Velká Británie, Německo, Itálie). O něco později se pak postupně představuje v  dalších evropských státech. V letech 1974 pak světový trh se sýrem Philadelphia obohacují další chuťové variace.

## Využití
Z Philadelphie se připravují dorty, koláče, saláty, omáčky, polévky, koktejly.